# DJ Subroc
DJ Subroc (Londres, 1973 - Long Island, 1993) foi um artista de hip hop que atuou como rapper, DJ e produtor musical do grupo KMD, que foi formado por ele junto com seu irmão, MF DOOM, e com Rodan. Sua carreira foi marcada neste grupo, que terminou em um trágico acidente automobílisto em 1993 que lhe tirou a vida, na Long Island Expressway. Sua morte marcou o fim do KMD.

## Discografia
- Mr. Hood (1991) (com KMD)